# Skogstaggspringmöss
Skogstaggspringmöss (Heteromys) är ett släkte av däggdjur. Heteromys ingår i familjen påsmöss.

## Systematik
Arter enligt Catalogue of Life:
- Heteromys anomalus
- Heteromys australis
- Heteromys desmarestianus
- Heteromys gaumeri
- Heteromys goldmani
- Heteromys nelsoni
- Heteromys oresterus

Wilson & Reeder (2005) och IUCN listar ytterligare 2 arter i släktet, Heteromys oasicus och Heteromys teleus, men räknar Heteromys goldmani som underart till Heteromys desmarestianus. Året 2009 tillkom med Heteromys catopterius en ny art.
Enligt en studie från 2007 ska arterna från släktet grästaggspringmöss (Liomys) infogas i Heteromys.

## Utbredning och habitat
Arterna förekommer i Centralamerika och norra Sydamerika från södra Mexiko till Ecuador. De hittas även på några öar som Isla Margarita eller Trinidad och Tobago. Habitatet utgörs av olika slags skogar i låglandet eller i upp till 2500 meter höga bergstrakter.

## Utseende
Skogstaggspringmöss når en kroppslängd (huvud och bål) av 11 till 18 cm och därtill kommer en 13 till 21 cm lång svans. Vikten är 35 till 85 gram för mindre arter som Heteromys gaumeri och 60 till 110 gram för större arter som Heteromys oresterus. Som släktets namn antyder finns i pälsen många styva hår eller taggar. Dessa taggar och övriga mjuka pälsen har en brun-, grå- eller svartaktig färg på ovansidan. Buken är vitaktig och svansen är ofta uppdelad i en mörk ovansida och en ljus undersida.

## Ekologi
Dessa gnagare är vanligen aktiva mellan skymningen och gryningen. På dagen vilar de i självgrävda underjordiska bon som har ingången gömd bakom rötter av buskar, stenar eller annan lämplig skydd. Födan utgörs av frön, blad, kvistar, nötter och örter. Individerna har kindpåsar för att bära födan till boet.
Skogstaggspringmöss lever antingen ensam eller i små grupper av en moder med sina ungar. Reviren är antagligen inte avgränsade mot varandra. Honor kan ha upp till fem kullar per år. Efter cirka 28 dagars dräktighet föds vanligen upp till tre ungar, sällan upp till fem.

## Status och hot
Det största hotet är skogsavverkningar som ökar faran för jordskred i regionen där boet ligger. Arter med begränsat utbredningsområde är därför hotade i beståndet. IUCN listar Heteromys nelsoni och Heteromys oasicus som starkt hotad (EN), Heteromys teleus som sårbar (VU) och alla andra som livskraftiga (LC).